# 馬納薩斯 (維吉尼亞州)
馬納薩斯（英語：Manassas）是美國維吉尼亞州東北部的一個獨立城市。面積25.8平方公里。根據美國2000年人口普查，共有人口35,135人。
馬納薩斯建于1874年，1894年被指定为威廉王子县的县城。马纳萨斯作为独立市成立於1975年5月1日，此后马纳萨斯不再归威廉王子县管辖。城名來自馬納薩斯峽谷（以一群已消失的印第安人命名）命名的一個鐵路站。